# 門多薩河

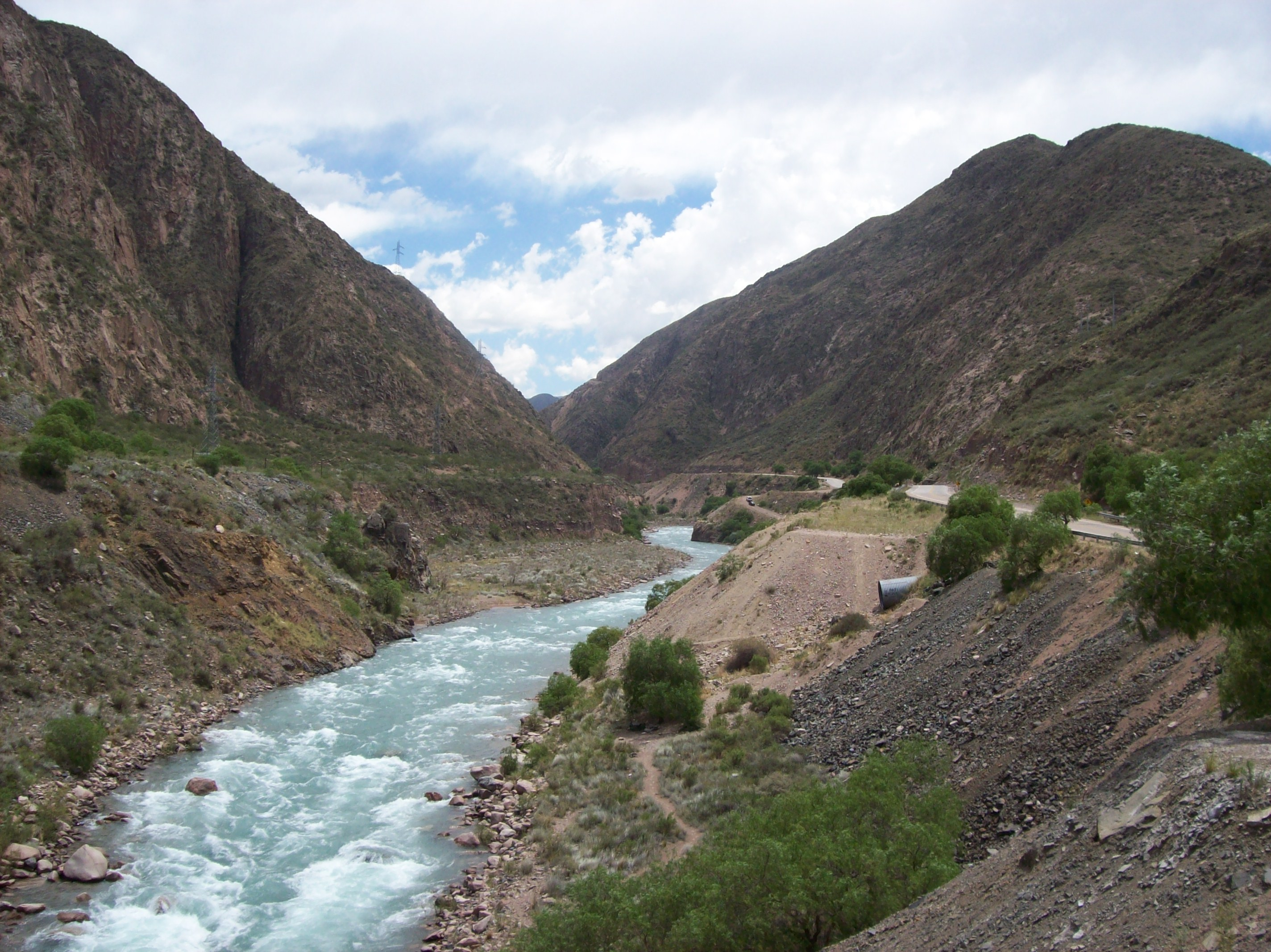
門多薩河

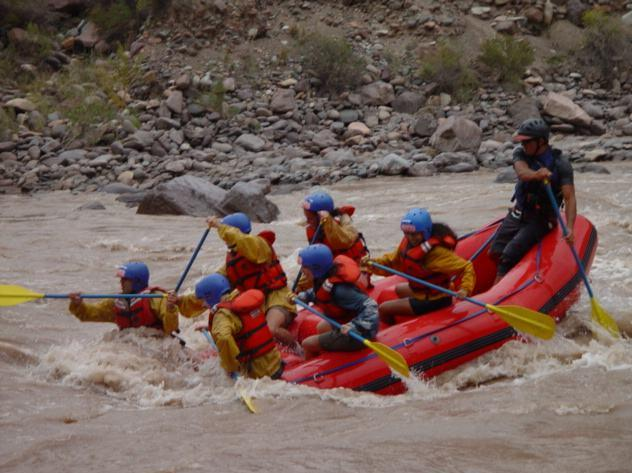
門多薩河上泛舟

門多薩河（西班牙語：Río Mendoza）是阿根廷門多薩省的河流，在安第斯山脈阿空加瓜山和圖蓬加托火山之間發源，上游河谷平均海拔約2,600米，河流平均流量每秒50立方米。